# Rete tranviaria di Ekaterinburg
La rete tranviaria di Ekaterinburg è la rete tranviaria che serve la città russa di Ekaterinburg.